# Motherless Child Blues
Motherless Child Blues (oder auch Motherless Child) ist ein traditionelles Bluesstück, das zuerst von Barbecue Bob aufgenommen worden ist. Die Coverversion von Eric Clapton popularisierte den Song.

## Inhalt und Geschichte
Im Jahr 1927 nahm Barbecue Bob das Stück als Motherless Child Blues zuerst auf. Es zeigt die allgemeine Respektlosigkeit und Ernüchterung gegenüber Frauen. Der Anfang des Songtextes gab dem Stück seinen Namen.
„If I mistreat you gal, I sure don’t mean you no harm.
I’m a motherless child and I don’t know right from wrong.“
1930 nahm Elvie Thomas das Stück unter demselben Namen zusammen mit Geeshie Wiley auf. Der veränderte Liedtext beschäftigt sich mit einer Tochter, die nicht auf die Ratschläge ihrer verstorbenen Mutter hört.
„Mother told me just before she died,
...
Oh daughter, Oh daughter, please don’t be like me,
To fall in love with every man you see.“

## Eric Claptons Version
Mit der Veröffentlichung des Albums From the Cradle von Eric Clapton wurde das Lied einem breiteren Publikum bekannt. Das Album erreichte vier Nummer-eins-Platzierungen. Die folgende Singleauskopplung im selben Jahr erreichte Platz 63 der britischen Charts und Platz 23 der Mainstream-Rock-Charts. Die Clapton-Version steht in der Tonart H-Dur. Er verwendet dabei eine 12-saitige Martin Westerngitarre in der Stimmung „Open A“ mit Capodaster auf dem zweiten Bund. Er nutzt dabei die Strumming-Technik, sodass während der Konzertproben oft Gitarrensaiten rissen. Im Musikvideo verwendet er eine sechssaitige Gibson ES-150 Gitarre. Clapton spielt den Song und Mitschnitte seiner Bandmitglieder werden eingeblendet.